# Texas Ranger Division
De Texas Ranger Division, gewoonlijk de Texas Rangers genoemd en ook wel bekend als Los Diablos Tejanos (Spaans voor 'de Texaanse Duivels'), is een onderzoeksbureau voor wetshandhaving met jurisdictie over de hele staat Texas in de Verenigde Staten. De divisie is gevestigd in de hoofdstad Austin.
Sinds de oprichting in 1835 hebben de Texas Rangers misdaden onderzocht variërend van moord tot politieke corruptie, opgetreden bij oproerbeheersing en als rechercheurs voortvluchtigen opgespoord, gediend als veiligheidstroepen op belangrijke staatslocaties, waaronder de Alamogevangenis, en gefungeerd als een paramilitaire macht ten dienste van zowel de Republiek (1836-1846) als de staat Texas.
De Texas Rangers werden onofficieel opgericht door Stephen F. Austin in 1823. Na tien jaar, op 10 augustus 1835, diende Daniel Parker een resolutie in bij de Permanente Raad, waarbij een groep rangers werd opgericht om de Mexicaanse grens te beschermen. De eenheid werd na de burgeroorlog tijdens het wederopbouwtijdperk door de federale autoriteiten ontbonden, maar werd snel hervormd. Sinds 1935 is de organisatie een afdeling van het Texas Department of Public Safety (TxDPS); het vervult de rol van het staatsonderzoeksbureau van Texas. 
Er zijn tientallen boeken over de Rangers geschreven, van goed onderbouwde non-fictiewerken tot pulpromans en andere soortgelijke fictie, waardoor de Rangers belangrijke deelnemers zijn aan de mythologie van het Wilde Westen en de moderne cultuur. De Lone Ranger, misschien wel het bekendste voorbeeld van een fictief personage afgeleid van de Texas Rangers, ontleent zijn alias aan het feit dat hij ooit een Texas Ranger was. Andere bekende voorbeelden zijn de radio- en televisieserie Tales of the Texas Rangers en de verschillende Texas Ranger-rollen, waaronder Chuck Norris die Cordell Walker speelt in Walker, Texas Ranger. 
Het Major League Baseball (MLB) team Texas Rangers is vernoemd naar de divisie.
De Rangers zijn wettelijk beschermd tegen ontbinding. Er is een museum gewijd aan de Texas Rangers, bekend als de Texas Ranger Hall of Fame and Museum in Waco, Texas, dat de culturele betekenis van de Rangers toont.